# Nicola Zingaretti
Nicola Zingaretti (ur. 11 października 1965 w Rzymie) – włoski polityk i samorządowiec, poseł do Parlamentu Europejskiego, prezydent prowincji Rzym (2008–2012) oraz regionu Lacjum (latach 2013–2022), od 2019 do 2021 sekretarz Partii Demokratycznej.

## Życiorys
Brat aktora Luki Zingarettiego. Ukończył szkołę średnią, w 1984 uzyskał dyplom technika dentystycznego. Krótko studiował literaturoznawstwo na Uniwersytecie Rzymskim „La Sapienza”. W latach 1991–1993 wykonywał mandat radnego Rzymu. Był etatowym działaczem partyjnym, m.in. od 1991 do 1995 pełnił funkcję krajowego sekretarza organizacji młodzieżowej postkomunistów z Demokratycznej Partii Lewicy. W okresie 1995–1997 kierował Międzynarodową Unią Młodych Socjalistów, później zajmował stanowisko partyjnego rzecznika ds. kontaktów zewnętrznych.
W wyborach w 2004 uzyskał mandat posła do Parlamentu Europejskiego z ramienia Drzewa Oliwnego (jako kandydat powstałych na bazie PDS Demokratów Lewicy). Był m.in. członkiem Grupy Socjalistycznej, Komisji Prawnej oraz Komisji Rynku Wewnętrznego i Ochrony Konsumentów.
W 2006 został sekretarzem regionalnym DS w Lacjum, a w latach 2007–2009 pełnił tożsame stanowisko w nowo utworzonej Partii Demokratycznej. Z PE odszedł w 2008 w związku z wyborem na urząd prezydenta prowincji Rzym, funkcję tę pełnił do 2012.
W przedterminowych wyborach w 2013 Nicola Zingaretti jako kandydat centrolewicy z powodzeniem ubiegał się o urząd prezydenta Lacjum, wygrywając z poparciem blisko 41% głosujących. W 2018 utrzymał to stanowisko na drugą kadencję.
W marcu 2019 Nicola Zingaretti został wybrany na nowego sekretarza Partii Demokratycznej. Zrezygnował z tej funkcji w marcu 2021. W 2022 uzyskał mandat posła do Izby Deputowanych XIX kadencji, przechodząc do pracy we włoskim parlamencie. W związku z tym zrezygnował z prezydentury Lacjum ze skutkiem od listopada 2022. W 2024 został wybrany do Europarlamentu X kadencji.